# مديرية الجراحي

تعديل مصدري - تعديل

مديرية الجراحي إحدى مديريات محافظة الحديدة في غرب اليمن. بلغ عدد سكانها 155585 نسمة عام 2004.